# Секейська земля

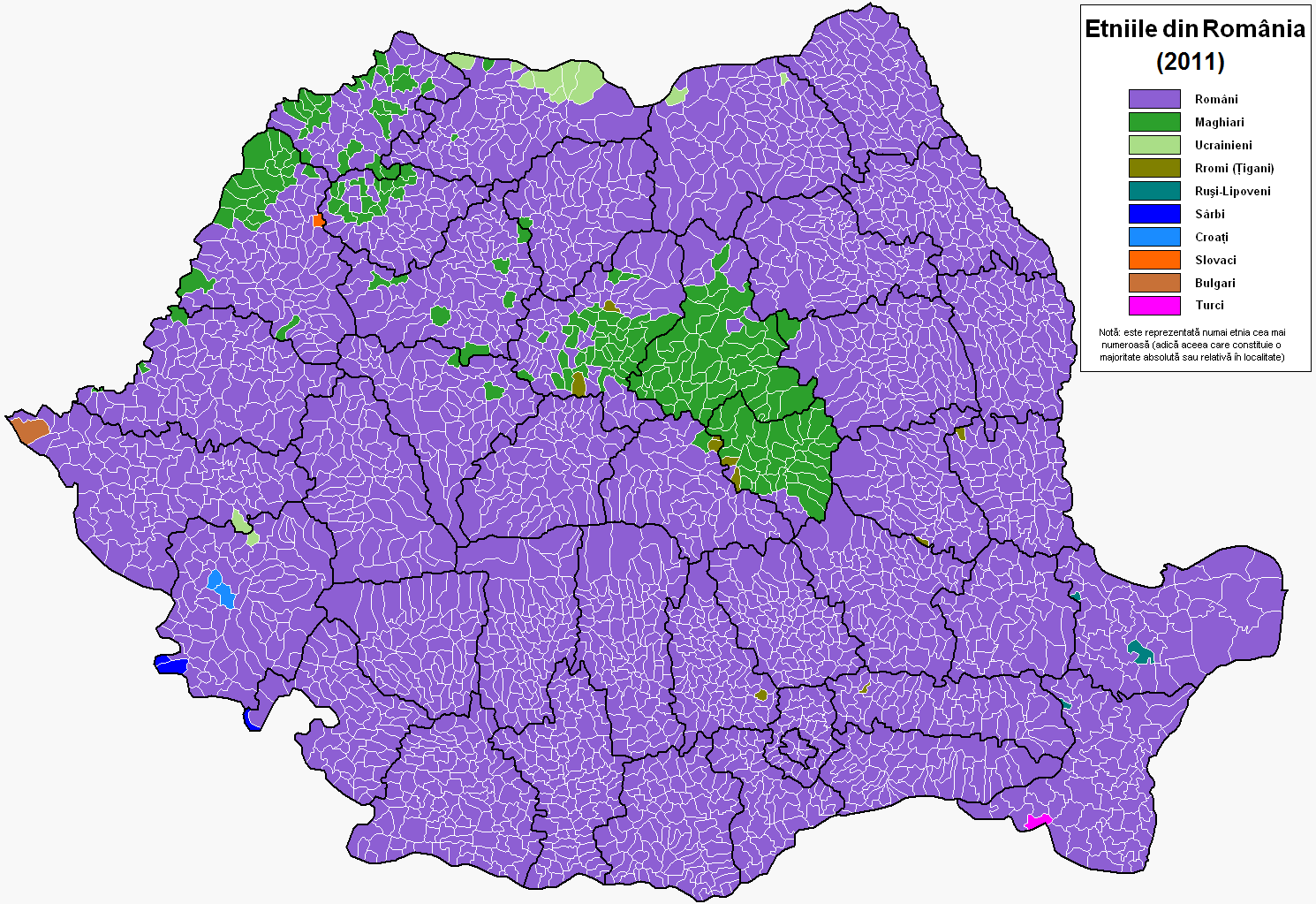
Зеленим кольором відмічена угорська меншина в Румунії

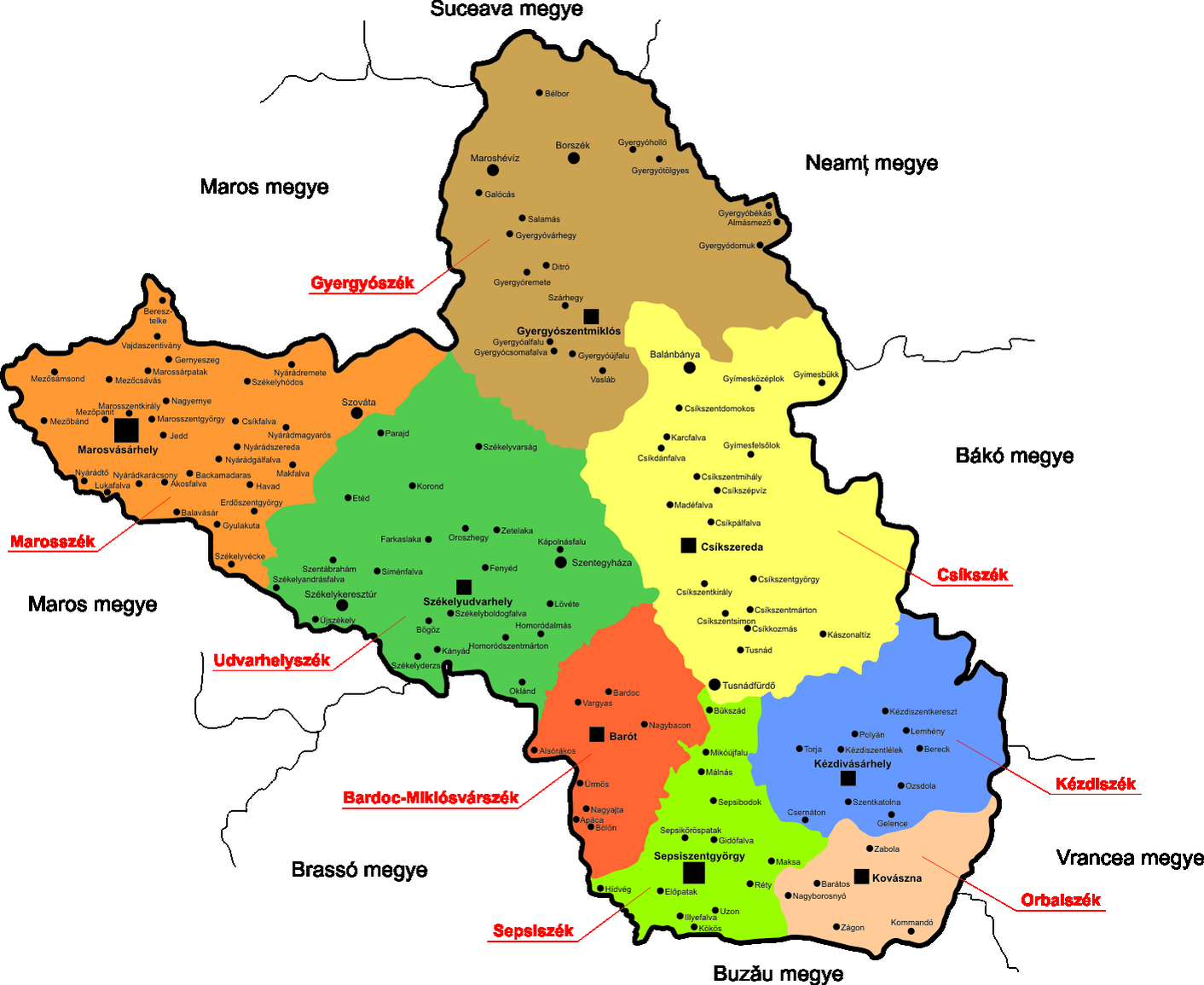

Секейська земля (рум. Ţinutul Secuiesc) — невизнана національно-територіальна автономія секеїв — субетнічної групи, що становить угорську національну меншину на території сучасної республіки Румунія.
Проголошена 5 вересня 2009 представниками населення і місцевої влади повітів Північної Трансильванії.

## Секеі Трансильванії

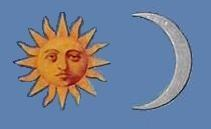
Історичний прапор Секейської землі

З часів середньовіччя секеї відомі як відважні воїни, що грали важливу роль в угорській армії. Етногенез секеїв, як і самих угорців, ще недостатньо вивчений. За часів короля Андраша III відбувається організація поселень секеїв, на чолі яких було 1228 року поставлено власного графа. Першим став Богомер Лудані. У подальшому цю посаду переважно обіймали представників родів Лосончі, Лакфі, Дренчен, Переньї, Берек, Рошоні, Баторі. Останнім став Янош Заполья. 1526 року титул графа секеїв було скасовано.
Будучи носіями угорської мови, самі вони в даний час відносять себе до угорців. У складі так званого Союзу Трьох Націй вони виступали як головні ватажки Трансильванії, де вони — католики — повністю підпорядкували своїй владі православну румунську більшість, що встала в XVIII-XX століттях на шлях опору мадяризації.
Після Тріанонського договору 1920 Трансильванія перейшла з Угорського королівства до складу Румунського королівства. Під час Другої світової війни Другий Віденський арбітраж за участю Третього Рейху та Королівства Італія 30 серпня 1940 повернув північну частину Трансильванії до складу Королівства Угорщина, але після війни ці рішення були визнані юридично недійсними, і довоєнні кордони Румунії були відновлені.
У 1952-1968 у складі соціалістичної Румунії існувала Угорська автономна область (з 1960 іменувалася Марош-Угорська автономна область, в дещо інших кордонах). При Ніколае Чаушеску, який проводив репресивну політику щодо національних меншин, автономна область була скасована в ході адміністративної реформи.

## Сучасне населення
В сучасній Румунії проживає близько 670 тисяч секеїв. Приблизно половина всіх угорців Румунії вважають себе секеями. У Румунії секеї компактно проживають в трьох адміністративних повітах країни: Харгіта, Ковасна та Муреш. Значна кількість секеїв проживає також на території республіки Сербія, в автономній області Воєводина.
Більшість сучасних секеїв як мінімум двомовні і володіють також румунською мовою.

## Проголошення автономії
З 1990-х років серед секеїв активно розгорнувся рух за автономну Секейську землю у складі Румунії, яка юридично є унітарною державою.
5 вересня 2009 у місті Одорхею-Секуйєск пройшов з'їзд представників місцевих органів влади і проголосив автономію Секейської землі, до якої ввійшла більша частина території повітів Харгіта, Ковасна, Муреш. На з'їзді були затверджені гімн, прапор, герб і адміністративна карта новоствореної Секейськоі автономії.

## Подальші кроки

Прапор секеїв та державний прапор Угорщини на будинку в області Харгіта

12 березня 2010 в місті Сфинту-Георге відбувся другий з'їзд мерів і радників Секейської автономії. Головним рішенням з'їзду стало надання угорській мові офіційного статусу на регіональному рівні.
Центральні органи влади Румунії не визнали законності рішень обох з'їздів.
20 травня 2011 Демократичний союз угорців Румунії (ДСУР) створив в місті Тиргу-Муреш адміністративну раду Секейської автономії, що складається з представників ДСУР в адміністрації повітів Муреш, Харгіта і Ковасна.
В Угорщині з 1 січня 2011 року в зв'язку з внесенням поправок до Конституції вступило в силу нове законодавство про спрощений порядок надання угорського громадянства для нащадків громадян Угорщини.
10 січня 2018 в румунському місті Тиргу-Муреш понад 3 тисячі етнічних угорців взяли участь у мітингу з вимогою автономії для Секейського краю.
На початку 2020 року Демократичний союз угорців Румунії (ДСУР) висунув законопроєкт, що підтвердив би фактичну автономію Секейської землі, однак на засіданні румунського сенату 29 квітня 2020 року після 2-годинних дебатів 126 зі 135 присутніх сенаторів проголосували проти ухвалення документа. За було лише дев'ять голосів – всі від Демократичної спілки угорців. 